# Pithecellobium johansenii
Pithecellobium johansenii là một loài loài thực vật họ Đậu (Fabaceae).
Loài này có ở Belize, Guatemala, và Honduras.